# Ygre Station
Ygre Station (Ygre stasjon) er en jernbanestation på Bergensbanen, der ligger i Voss kommune i Norge. Stationen har krydsningsspor, et sidespor og en perron samt en stationsbygning og et pakhus, der begge er i træ.
Stationen åbnede 10. juni 1908, året efter at Bergensbanen stod færdig. Den blev nedgraderet til trinbræt 31. maj 1970.
Stationsbygningen, der er opført efter tegninger af Balthazar Lange, stod oprindeligt på Nesttun Station på den nu nedlagte Vossebanen. Da Vossebanen blev ombygget til normalspor i 1904, fik Nesttun imidlertid en ny stationsbygning, hvorefter den gamle kom til Ygre. Stationsbygningen er i schweizerstil, mens pakhuset, der er opført efter tegninger i Paul Armin Due i 1909, er i dragestil. Begge bygninger blev fredet i 1997.